# Luigi Cecchini
Luigi Cecchini, né en 1944, est un médecin sportif italien, particulièrement actif en ce qui concerne le cyclisme. Connu pour ses plans d'entrainement élaborés qu'il développe pour ses clients, il reste un médecin controversé qui a été nommé dans de nombreuses enquêtes sur le dopage dans le sport.
Cecchini est un ancien pilote de course automobile et le fils d'un millionnaire qui a fait fortune dans le textile. Luigi Cecchini s'est spécialisé en tant que scientifique du sport sous Francesco Conconi. Dans une interview en mai 1997, Bjarne Riis le désigne comme son entraîneur, médecin et conseiller personnel avec qui il commence à travailler en 1992. Avec Cecchini à ses côtés, Riis remporte le Tour de France 1996. Des années plus tard, il avoue avoir utilisé de l'EPO pour atteindre ce résultat, bien qu'il n'ait montré aucun regret pour cela.

## Biographie
Cecchini travaille avec plusieurs des meilleurs cyclistes de la fin des années 1990, dont Riis et Jan Ullrich, tous deux vainqueurs du Tour de France, Michele Bartoli, spécialiste des classiques, Tyler Hamilton, médaillé d'or olympique, et le sprinteur Alessandro Petacchi. En 1996, trois de ses clients, Pascal Richard, Rolf Sørensen et Max Sciandri montent sur le podium lors de la course sur route des Jeux olympiques. Cecchini est l'entraîneur de Jan Ullrich depuis l'hiver 2002. David Millar s'est entraîné sous sa direction en mai et juin 2006. Damiano Cunego est également un de ses clients. Thomas Dekker commence à travailler avec Cecchini en janvier 2006, mais uniquement sur des programmes d'entrainement. Cependant, sous pression, il rompt son association avec Cecchini. Linus Gerdemann s'entraîne avec Cecchini jusqu'en mai 2006. En 2002, beaucoup de ses clients sont titrés. Bartoli remporte l'Amstel Gold Race et le Tour de Lombardie. Andrea Tafi gagne le Tour des Flandres et Mario Cipollini s'adjuge Milan-San Remo, Gand-Wevelgem et devient champion du monde.
Quand Riis devient manager de l'équipe cycliste CSC, il emmène Cecchini avec lui. Tyler Hamilton rejoint l'équipe en 2002 et Riis le présente à Cecchini. Hamilton travaille avec lui jusqu'à son contrôle positif au dopage sanguin en 2004. Après avoir remporté le titre olympique du contre-la-montre en 2000, il déclare : « Grâce aux conseils de Cecchini, je suis bien plus fort, avant j'étais un diesel ».
Ivan Basso  rejoint à son tour l'équipe CSC en 2004. Le manager de l'équipe, Riis, emploie Luigi Cecchini en tant qu'entraîneur privé de Basso. Il se sépare de Cecchini en avril 2006. Depuis 2004, Cecchini n'est plus le médecin de l'équipe. Pendant la saison 2006, il agit en tant que conseiller sportif et entraîneur pour seulement quatre coureurs du Team CSC : Fabian Cancellara, Matti Breschel, Michael Blaudzun et Nicki Sorensen.
Au printemps 2006, son nom apparaît dans l'affaire Puerto. Puerto est le nom de code de l'opération de dopage organisée par le docteur Eufemiano Fuentes, un controversé collègue médecin espagnol et ami de Cecchini. La recherche en mai de 2006 dans l'Opération Puerto à Madrid (Espagne) a conduit la police italienne à croire que Fuentes et Cecchini avaient un accord d'échange de clients, de sorte que les clients Fuentes sont assistés par Cecchini lorsqu'ils sont en Italie, et vice versa. En fait, le quotidien La Repubblica dit que Cecchini était le lien de Fuentes avec les cyclistes italiens. Par exemple, Cecchini était le médecin d'Ivan Basso, que le test ADN a identifié comme l'athlète après les noms de code numéro 2 et Birillo dans le complot de dopage de Fuentes, Basso étant sanctionné de deux ans de suspension. Michele Scarponi et Jörg Jaksche sont d'autres clients de Cecchini qui ont démontré leur implication dans le réseau de dopage de Fuentes. En outre, l'un des noms de code pour ses clients utilisés par Fuentes et découvert est Clasicomano Luigi, qui se référerait à un client spécial de Luigi Cecchini traité par Fuentes. Le client avec ce nom de code n'a pas été identifié. Malgré la preuve, Cecchini a nié toute relation de travail avec Fuentes, ajoutant qu'il ne l'avait pas vu depuis des années. 
Certains journalistes sportifs certifient que les dernières années avant l'affaire Puerto, il y a eu une présence accrue d'équipes et de cyclistes s’entraînant dans la Toscane, dans la région où vit et consulte le Docteur Cecchini.

## Clients
- Michele Bartoli
- Ivan Basso
- Paolo Bettini
- Michael Blaudzun
- Matti Breschel
- Fabian Cancellara
- Francesco Casagrande
- Angel Casero
- Mario Cipollini
- Damiano Cunego
- Thomas Dekker
- Juan Antonio Flecha
- Linus Gerdemann
- Tyler Hamilton
- Jörg Jaksche
- Kim Kirchen
- Alessandro Petacchi
- Pascal Richard
- Nicki Sørensen
- Andrea Tafi
- Gianni Bugno
- Bjarne Riis
- Maximilian Sciandri
- Rolf Sørensen
- Jan Ullrich